# Långfenad grindval
Långfenad grindval (Globicephala melas) är en art i underfamiljen grindvalar i familjen delfiner (Delphinidae). Det vetenskapliga namnet för släktet, Globicephala, betyder 'jordglobshuvud' och anknyter till huvudets form.

## Utseende
Grindvalshannen är vanligtvis 3 till 6,5 meter och ibland upp till 8 meter lång. Honan är 3 till 5,5 meter lång. Hannarna blir 45 till 50 år medan honorna blir 55 till 60 år gamla. De väger allt mellan 1,8 och 4 ton. De långfenade grindvalarna är svarta eller gråsvarta med ett ankarlikt mönster från halsen, längs magen och fenorna. De har en grå eller vit diagonal linje bakom vardera ögat. Ovanpå ryggen kan de äldre djuren få en slags kappa som är lite ljusare än resten av kroppen. Ibland kan den svarta färgen se ut som chokladbrun. Kroppen är robust och inte alls lika slank som andra delfiners. Stjärten är tjock och avslutas i en stjärtfena med ett tydligt veck i mitten och spetsiga ändar som följs av konkava kanter. Deras melon (fettkudden i huvudet, som valar använder för att fånga upp ljud) är mycket stor och får huvudet att bli stort och kantigt. Huvudets form gör att melonen är längre fram än munnen. De långfenade grindvalarna har 16 till 24 par tänder. Ryggfenan sitter på främre delen av kroppen och är mycket bakåtlutande. Bröstfenorna sitter långt fram på kroppen, ganska nära huvudet. De är långa och påminner om människans arm, den går först ut från kroppen för att sen ha en skarp böj, precis som människans armbåge och sedan kommer resten av fenan. Hos den långfenade grindvalen består bröstfenan av cirka 18 till 27 procent av kroppslängden. De har ett blåshål och precis som späckhuggaren så är den långfenade grindvalen inte en bardval utan en delfin.

## Levnadssätt
De är mycket aktiva och de slår ofta sina fenor mot vattenytan och sticker upp huvudet ur vattenytan för att se sig omkring. De är väldigt sociala valar. Ibland kan hela flockar ligga vid ytan och vila och låta människor komma nära. De har så starka band i flockarna att om en håller på att stranda genom jakt följer de andra med. Därför är masstrandningar inget ovanligt för den långfenade grindvalen. Det är ovanligt att se en grindval simma ensam. Den långfenade grindvalen lever i grupper om 6 till 15 individer men kan ses i större grupper uppemot 100 individer, med en ledare, under olika perioder på året. Honorna stannar i den grupp de föddes i medan hanarna lämnar flocken efter cirka två år. Varje flock består av både honor och hanar i olika åldrar.

### Parning
Parning kan ske under alla årstider men de flesta ungar föds mellan april och juni. Efter det är honan dräktig i 16 månader och efter födseln stannar kalven hos mamman i nästan två år. När hanarna kämpar om att få para sig med honorna bildas det en hierarki i flocken som utesluter de yngre och mindre hanarna.
Honorna blir könsmogna vid 6 till 7 års ålder och 3,5 meters längd. Hanarna blir könsmogna när de är 12 år gamla och 5 meter långa, då de kan väga upp emot 3 ton. När kalven föds väger den cirka 75 kg och är ca 1,8 till 2 meter lång.

### Föda och kommunikation
Grindvalen äter bläckfiskar, mindre fiskar och ibland andra cephalopoder. När de dyker kan de stanna under ytan i tio minuter, men ibland ännu längre. De dyker då ner till 600 meter under vattenytan. De vanligaste dyken går dock bara ner till 30 till 60 meter. Innan de gör dessa dyk kommer de upp till ytan och andas en mängd långa andetag att klara sig på. När de blåser ut vatten och luft kan de nå en höjd på en meter. De kommunicerar med varandra genom olika klickljud och visslingar men även med smackande och grinande.

## Utbredning
De långfenade grindvalarna lever på de kallare delarna av jordklotet. De skiljs åt av det varmare vattnet längs ekvatorn och stöter därför aldrig på den andra populationen på andra sidan. En del forskare betraktar dem som två olika underarter; Globicephala melas melas och Globicephala melas edwardii. De lever på djupare vatten men olika flockar migrerar in till kusterna när de följer efter födan. När de migrerar efter födan är de nära kusterna under sommaren och hösten och ute på havet under vintern och våren.
Man hittar den norra populationen av långfenade grindvalar i norra Atlanten, runt Färöarna, de brittiska öarna, Skottland, Irland, längs en del av Norges kust, Danmarks västkust, Islands sydkust och över hela Atlanten till USA och längs en bit av deras östkust. De ses också runt Azorerna, och ned till Portugals västkust. Man uppskattar det globala antalet till cirka 200 000 individer. Arten förekommer tillfälligt i Sverige, men reproducerar sig inte där.

### Underarter
Arten delas in i följande underarter:
- G. m. melas
- G. m. edwardii

## Status och hot
De största farorna för grindvalen är jakten på dem. De blir jagade vid Färöarna (se Grindadráp), där de jagas upp emot kusterna och därefter blir infångade och uppdragna på land. Det jagas cirka 800 valar varje år. Andra hot är också fisknät, strandningar, turism, att deras föda minskar så att de svälter samt gifter som angriper immunförsvaret.